# جغرافيا الفلبين
جغرافيا الفلبين الفلبين هي أرخبيل يضم 7,107 من الجزر حيث تبلغ مساحتها الكلية 300,000 كم مربع. تشكل مساحة الجزر ما يعادل 94,11% من المساحة الكلية للفلبين. وأكبر هذه الجزر هي لوزون حيث تبلغ مساحتها 105,000 كم مربع تليها جزيرة مينداناو في مساحتها 95,000. يبعد الأرخبيل حوالي 800 كلم من البر الآسيوي، ويقع بين تايوان وبورنيو.

## المناخ
تتمتاز الفلبين بمناخ استوائي رطب يسيطر عليها موسم أمطار وأخر جاف. الرياح الموسمية الصيفية تجلب الأمطار الغزيرة على معظم الأرخبيل من مايو إلى أكتوبر، في حين أن الأمطار الموسمية في فصل الشتاء تجلب الهواء الأكثر برودة والجفاف من ديسمبر إلى فبراير. تمتاز مانيلا ومعظم المناطق المنخفضة تمتاز مناخ ذو حرارات مرتفعة المصاحب بغبار من مارس إلى مايو. حتى هذا الوقت، ارتفاع درجات الحرارة نادرًا ماتكون فوق 37 درجة مئوية (98.6 درجة فهرنهايت). المعدل السنوي للمناطق ذات مستوى سطح البحر، انخفاض درجات الحرارة نادرًا ما تكون دون 27 درجة مئوية (80.6 درجة فهرنهايت). تقدر الأمطار السنوية ب 5000 ملم (196.9 بوصة) في القسم الجبلي على الساحل الشرقي من البلاد، ولكن أقل من 1،000 ملم (39.4 في) في بعض الوديان.

## اقرأ أيضا
- منتزه بركان مايون الوطني
- بركان مايون